# São Tomé
São Tomé (hrvatski: Sveti Toma) glavni je i najveći grad države Sveti Toma i Princip. Osnovali su ga Portugalci 1485. godine. Važan kao luka, São Tomé leži u zaljevu Ana Chaves na sjeveroistoku otoka.
Najstarija građevina je katedrala iz 16. stoljeća, a ostale značajne građevine su Predsjednička palača, Ribarska crkva i kino. U gradu se nalaze dvije tržnice, radio postaja, bolnica i međunarodna zračna luka. Postoji trajektna veza sa Zelenortskom Republikom.

## Stanovništvo
Godine 2001. São Tomé je imao 49.957 stanovnika.

### Povijest stanovništva
| Godina                                 | Stanovništvo |
| -------------------------------------- | ------------ |
| 1990. (23. lipnja, Popis stanovništva) | 42.331       |
| 2000. (16. lipnja, Popis stanovništva) | 49.997       |
| 2003. (procjena)                       | 53.300       |
| 2005. (1. siječnja, procjena)          | 56.166       |

## Znamenitosti
- Katedrala u São Toméu
- Ribari São Toméa
- Unutrašnjost najveće tržnice u São Toméu

## Vanjske poveznice
|  | Zajednički poslužitelj ima još gradiva o temi São Tomé |